# Transformare (film)
Transformare (2000, Ginger Snaps) este un film canadian cu vârcolaci regizat de John Fawcett. Filmul prezintă povestea a două surori adolescente, Ginger și Brigitte Fitzgerald (Katharine Isabelle și Emily Perkins), care au o fascinație pentru moarte. În timpul filmărilor, a avut loc masacrul de la Liceul Columbine și împușcăturile de la Liceul W. R. Myers, ceea ce a dus la controverse publice privind temele filmului de groază și a primit finanțare de la Telefilm.

## Actori/Roluri
- Katharine Isabelle este Ginger Fitzgerald
- Emily Perkins este Brigitte Fitzgerald
- Kris Lemche este Sam McDonald
- Mimi Rogers este Pamela Fitzgerald
- Jesse Moss este Jason McCardy
- Danielle Hampton este Trina Sinclair
- John Bourgeois este Henry Fitzgerald
- Peter Keleghan este Mr. Wayne
- Christopher Redman este Ben
- Jimmy MacInnis este Tim
- Lindsay Leese este Asistenta Ferry
- Wendii Fulford este Ms. Sykes
- Lucy Lawless voice on school's PA system